# Lucrarea filantropică a Sfântului Ioan Gură de Aur
Pentru Sfântul Ioan Gură de Aur comunitatea model, pe care a dorit s-o reediteze în activitatea sa de păstor la Antiohia, iar apoi la Constantinopol, a rămas cea din biserica primară descrisă de Cartea Faptele Apostolilor. De aceea el dă mereu ca exemplu pe cei dintâi creștini, care au depus la picioarele apostolilor tot ce abeau, urmând să primească fiecare după nevoie. Dacă ar da fiecare dintre cei avuți unuia dintre săraci o bucată de pâine, ar avea toți din belșug, dacă ar contribui fiecare numai cu câte un obol necazurile s-ar sfârși.
Citind cu luare aminte cuvântările sale pe tema milostenei, din toate punctele de vedere, constatam, cu destul de multa ușurință ca Sfântul Hrisostom a căutat și a folosit toate metodele și mijloacele pentru ai convinge pe ascultători, și pe păstoriți, în general, și ai determina să aplice mântuitoare virtute a milostenei. Dar și acolo unde nu avea prea mulți sorți de izbânda, el insistă asupra acestei teme fundamentale atât pentru a-și face datoria de pastor, cât și pentru a le dovedi contemporanilor că este posibil a elimina sărăcia. Și dacă aceasta exista, demonstrează el, ea se datorează numai „neommeniei“ lor.
Sfântul Ioan însă nu s-a rezumat numai a vorbi despre milostenie. Nu a ținut numai cuvântări pe aceată temă. Nu a făcut numai statistici cu numărul bogaților și al săracilor din Constantinopol sau Antiohia, ci, efectiv, a făcut și filantropie practică. Statisticile dovedesc o preocupare practică a sa. Ca și Sfântul Vasile cel Mare, sfântul Ioan Gură de Aur face din filantropie un program de păstorire, o prioritate în activitatea sa ca ierarh.
Concret prima sa măsură pe care a luat-o după alegerea sa în scaunul de la Constantinopol a fost aceia de a reduce la minimum cheltuielile de la reședință. Din economia rezultată fondează , în capitală mai multe spitale, apoi repară și îmbogățeste pe cele existente. Pentru a îndemna și pe alții să facă milostenie, Sfântul Ioan descrie atmosfera bolnavilor din spital și locul de refugiu de la marginea orașului, unde zăceau oameni bolnavi de lepră și cancer.
Totodata, ca ocupant al scaunului archiepiscopal din capitala Imperiului, a încurajat misionarismul în regiunile din teritoriul bizantin în care nu se răspândise creștinismul și a acționat în favoarea introducerii goților în Biserica, a căror migrație îi adusese în preajma Constantinopolului. Activitatea sa misionara s-a extins în regiunile Dunarii de Jos, în Dobrogea actuală, unde a trimis misionari printre goți și huni și a întreținut strânse legaturi de prietenie cu episcopul de Tomis, Theotim I.
În perioada 385-397, în care Sfântul Ioan Gură de Aur a rostit circa 700 de predici, a avut de înfruntat tulburările pricinuite de apariția unor noi erezii, însă a trebuit să remedieze și un conflict politic ivit între Antiohia, capitală a provinciilor Imperiului Bizantin din Orientul Apropiat, și autoritatea imperială din Constantinopol.Conflictul a culminat în anul 397 cu revolta înfrânta a antiohienilor, cărora Ioan și episcopul Flavian le-au luat  apărarea, salvându-i de la un iminent măcel plănuit, ca metodă de pedepsire, din partea autorității imperiale.
Sfântul Ioan a făcut, de asemenea, apeluri insistente în numele străinilor, al celor înfometați și al celor singuri, îndemnând pe concetațeni să păstreze disponibilă câte ocameră în locuința lor și să-i primească acolo pe cei care aveau nevoie de adăpost. A oferi ospitalitate unui străin înseamnă a i-o oferi lui Hristos Însuși: o casă ospitalieră este un han pentru Iisus. Există suficente informații care dovedesc faptul că îndemnurile sale nu au rămas fără ecou în rândurile ascultătorilor.De pildă, el arată că unii creștini și-au transformat casa într-un loc de odihna pentru călători, asemenea unei mănastiri, exemplul lui urmat de patricienii Florentius și Dexicrate, în timpul împăraților Arcadie și Teodosie cel Mic, iar în timpul lui Justin, de Ebul.
O adevărată activitate misionară ne încurajează sfântul și prin faptul că dacă toată ziua predica, atunci noaptea lucra. Jumătate de noapte se ruga, și atâta dormea: se agăța cu mâinile de funii, care erau legate de tavanul casei, și când le scăpa din mână, se termina și somnul. Acesta este misiune de preot spre desăvârsire. Mai spune Sfântul Ioan Gură de Aur că „preotul trebuie sa facă misiune prin predică, să predici cu limba, cu mâna, adica să scrie predici și învațaturi creștinești, și cea mai înalta predică, trebuie să fie viașa sa, cu trăirea lui și a familei sale.”
Ca misionar, la solicitarea Sfântul Teotim I de Tomis, a contrebuit prin slujitorii săi la opera misionară a Biserici din Scythia Minor în rândul goților și al hunilor.
Ca filantrop, a vorbit cel mai mult, cel mai frumos și cel mai convingator despre milostenie, motiv pentru care a fost numit „ambasadorul săracilor”. O parte însemnată a predicilor sale are ca subiect milostenia pe care o numește „regina virtuților”, fiind abordată în toată complexitatea semnificațiilor ei. Tot ca filantrop, Sfântul Ioan a realizat o consistentă și pilduitoare lucrare socială, prin ajutorarea văduvelor, săracilor, bolnavilor și tuturor celor care aveau nevoie de el.
Cu alte cuvinte, Sfântul Ioan rămâne un reper de seamă în istoria Bisericii nu numai ca exeget ci și ca misionar și filantrop.